# Cuencas Mineras
Le Cuencas Mineras (che in italiano significano "Conche Minerarie") sono una delle 33 comarche dell'Aragona, con una popolazione di 9 604 abitanti; capoluoghi della comarca sono Montalbán e Utrillas.
Amministrativamente la comarca fa parte della provincia di Teruel, che comprende 10 comarche.
Come traspare dal nome, le Cuencas Mineras sono un territorio tradizionalmente votato all'industria mineraria.